# حمى البحر الأبيض المتوسط العائلية
حمى البحر الأبيض المتوسط العائلية (بالإنجليزية: Familial Mediterranean fever)‏ هو اضطراب وراثي:149 مجهول السبب يُصيب عادةً سكان مناطق حوض البحر الأبيض المتوسط، خاصة الأرمن والعرب واليهود الشرقيين.

## الأسباب
سبب المرض طفرة موروثة في إحدى الجينات MEFV-Gen.

## الأعراض والعلامات
تبدأ الأعراض لدى معظم الحالات بين سن 5-15 من العمر رغم أن الهجمات قد تبدأ أحياناً في الطفولة، وقد يتأخر البدء في بعض الحالات حتى بعد الخمسين من العمر.
- ظهور لون أزرق على مستوى الأظافر مع ظهور اللون الأصفر القاتم على الأصابع مع تغيير لون الجسم للون الغامق
- الرعشة والشعور بالبرد حتى وإن كانت درجة الحرارة تتراوح ما بين 38-40 درجة
- ارتفاع درجة الحرارة (الحمى) : وتوجد في معظم الهجمات وتبلغ الحرارة ذروتها خلال 12-24 ساعة لتصل حرارة الجسم إلى 38.5- 40 درجة.
- ألم متكرر في البطن : يصيب حوالي 95% من المرضى، ويبدأ الألم عادةً في ربع واحد من البطن ثم ينتشر ليشمل كامل البطن، وقد يحدث أحياناً غثيان وإقياءات مع انتفاخ في البطن.
- ألم متكرر في الصدر : ويشاهد عند 75% من الحالات ويكون الألم جنبي.
- آلام مفصلية : حيث يشكو 75% من المرضى من التهاب في المفاصل، وقد يصاب مفصل واحد أو عدد من المفاصل، وتصاب عادةً المفاصل الكبيرة أكثر من الصغيرة.
- آلام حادة على مستوى الرأس والشعور بالقلق مع ضيق في التنفس
- عدم القدرة على الأكل أو بلع أي شيء خاصة أول يوم من الهجمة
- انكماش في الغشاء البريتوني لجدار البطن الداخلي بسبب التهابه مما يؤدي إلى عدم القدرة على فرد الظهر والانحناء طوال فترة الهجمة
- تغيير في طعم الفم مع تغيير لون البول إلى اللون الداكن أيضًا.

## التشخيص
يعتمد التشخيص على القصة السريرية مع التاريخ المرضي العائلي لنفس المرض، ولا توجد فحوص مخبرية نوعية للتشخيص ولكن يُشاهد عادةً :
- ارتفاع الفيبرونوجين في البلازما.
- ارتفاع كريات الدم البيضاء.
- ارتفاع سرعة التثفل ESR
- ارتفاع Amyloid
- ارتفاع CRP
- حقن مادة ميت هرامينول (10مجم)حيث تؤدى إلى وعكة بمواصفات تلك الحمى في خلال 24 ساعة .

## المعالجة
المسكنات وقت الهجمة، ويستخدم الكولشيسن للوقاية من الهجمات وإن فعالية الكولشيسين في المراحل الحادة للمرض هي فعالية مشكوك فيها, (الكولشيسين Colchicine له فعالية لمنع تكرار أزمات المرض وكذلك لمنع حدوث داء نشواني), وأما المرضى الذين لا يتحملون الكولشيسين فيمكن توزيع الجرعات على أربع مرات يومياً وبعد ذلك محاولة زيادة الجرعة تدريجياً
الجرعة اليومية هي من 1-2 ملغم يومياً وطوال الحياة موزعة على جرعتين أو ثلاث، وبهذه الوسيلة يمكننا منع حدوث أزمات مرضية في حوالي 65% من الحالات، بينما في 30% الباقون فإن استعمال الكولشيسين يجعل أزمات المرض عندهم أقل حدّة وأقل قوة ومتباعدة أكثر، أما الـ5% المتبقية فإن استعمال الكولشيسين لا يحدث أي تغيير لا في قوة الأزمات ولا في تباعد الفترات بينهما، وبالرغم من ذلك فإن هؤلاء الخمسة بالمائة يستمرون بتناول 2 ملغم يومياً لمحاولة منع حدوث داء النشوانية، ومن الجدير بالذكر أن زيادة كمية الجرعة لا يؤدي إلى استجابة أحسن.
والمرضى الذين لا يستجيبون للكولشيسين يمكن إعطاؤهم انترفيرون ألفا حيث لوحظ أن الانترفيرون قد يستجيب له تلك المجموعة من المرضى .

## المعالجة الدوائية
لا يوجد دواء شافٍ لعلاج حمى البحر الأبيض المتوسط والأدوية التي توصف هي أدوية فعالة فقط في تخفيف الأعراض والعلامات وتأخير حدوث الاختلاطات.
الدواء الأكثر استخداماً والأكثر فعالية في هذا المجال هو الكولشيسين (Colchicine), وتختلف الجرعة الموصوفة للمريض بحسب شدة الحالة وحسب الطفرة، فهناك طفرات تؤدي إلى إصابات وأعراض وعلامات شديدة تحتاج إلى زيادة جرعة الكولشيسين وهنالك طفرات طفيفة لا تحتاج إلى جرعات عالية من Colchicine.
في بعض الأحيان يمكن أن يأخذ المريض جرعات وقائية إضافية لتجنب الهجمات (عندما يشعر المريض بأعراض تنبئ عن قرب حدوث الهجمة).
عند أخذ الكولشيسين تختفي الأعراض تماماً أو تخف جداً كما أن الفترات بين النوبات تتباعد ويتأخر حدوث الاختلاطات (الداء النشواني).
عادة ما تكون الأعراض الجانبية للكولشسين خفيفة ومحمولة ونادراً ما تضطر المريض للتوقف عن المعالجة بسببها وهي تشتمل على الضعف العضلي وحس الخدر والنَمَل في اليدين والقدمين (خاصة عند كبار السن), أو المرضى الذين لديهم أمراض كبدية أو كلوية.. وبشكل عام، يعتبر الكولشيسين من الأدوية الأمينة ولذلك يمكن وصفها لفترات طويلة.
يمكن وصف بدائل دوائية أخرى (إذا لم يستجب المريض للكولشيسين) مثل إعطاء الـ ألفا إنترفيرون (Alpha-Interferone)، الثاليدومايد (Thalidomide)، إيتانرسبت (etanercept)، إنفلكسيماب (infliximab)، أناكينرا (anakinra).
و قد بينت الدراسات أن استخدام الأدوية المضادة للاكتئاب يمكن أن تخفف من الأعراض الجانبية للكولشيسين .

## علم الأوبئة
حمّى البحر الأبيض المتوسط تؤثّر على مجموعات من الأشخاص الذين هم من مختلف أنحاء البحر الأبيض المتوسط (و من هنا اسمها). إنها موجودة بشكل بارز عند الشعب الأرمني، السفارديم اليهود (و إلى حد أقل بكثير، أشكنازي اليهود) واليونانيين، الأتراك والعرب .

## وصلات خارجية
مختبرات دبابو للتحاليل الطبية - دليل الأمراض - حمى البحر الأبيض المتوسط